# 달성 비슬산 암괴류
달성 비슬산 암괴류(達城 琵瑟山 岩塊流)는 대한민국 대구광역시 달성군 유가면 용리에 있는 지질지형이다. 2003년 12월 13일 대한민국의 천연기념물 제435호로 지정되었다.

## 개요
암괴류(岩塊流)란 큰 자갈 또는 바위크기의 둥글거나 각진 암석 덩어리들이 집단적으로 산 사면이나 골짜기에 아주 천천히 흘러내리면서 쌓인 것을 말하는데, 비슬산 암괴류는 중생대 백악기 화강암의 거석들로 이루어진 특이한 경관을 보여주고 있을 뿐만 아니라, 그 규모가 길이 2km, 폭 80m, 두께 5m에 달하고 암괴들의 직경이 약 1∼2m에 이르는 것으로 국내에 분포하는 수 개의 암괴류 중 규모가 가장 커 학술적·자연학습적 가치가 매우 높다. 암괴류의 형성과정은 중요한 학술적 연구대상이다.

## 지질
비슬산 일대의 지질은 중생대 백악기의 경상 누층군 유천층군의 안산암 및 불국사 화강암류의 각섬석흑운모화강암으로 구성되어 있으며 암괴류는 주로 화강암으로 구성되고 화강반암(granite porphyrite), 안산암, 응회암이 부분적으로 관찰된다.

## 지정사유
비슬산 암괴류는 중생대 백악기 화강암의 거석들로 구성된 특이한 경관을 보여줄 뿐만 아니라, 그 발달규모가 대단히 커 화강암지대에서 보기 드문 지질현상으로 학술적, 자연사적 가치가 뛰어나다.

## 같이 보기
- 대구광역시의 지질
- 비슬산

## 참고 자료
- 달성 비슬산 암괴류 - 국가유산청 국가유산포털